# Rodrigo Holgado
Rodrigo Julián Holgado (Buenos Aires, Argentina, 28 de junio de 1995) es un futbolista profesional malasio. Juega de delantero en el club América de Cali de la Categoría A. Es internacional con la Selección de fútbol de Malasia.

## Trayectoria
Comenzó su carrera en las inferiores de San Lorenzo de Almagro, en inferiores, fue campeón en 7.ª división, fue 2 años consecutivos goleador del club y fue distinguido con la medalla de AFA en el 2012 como mejor jugador de San Lorenzo de Almagro, aunque nunca debutó. Su debut lo realizó con el Almagro de la Primera B Metropolitana el 15 de octubre de 2014 en el empate 1 - 1 contra Deportivo Italiano. Anotó su primer gol el 17 de agosto de 2015, enfrentando a Deportivo Riestra. Logró el ascenso en este club el mismo año.
En 2016 volvió para integrar el primer plantel de San Lorenzo de Almagro. Tiempo después viajó a México, y fue allí donde comenzó a jugar de 9 (centro delantero) ya que toda su vida jugó de enganche/volante. En México vistió los colores de Albinegros de Orizaba. Allí jugó 29 partidos y metió 19 goles. A mediados de 2017 fichó por Tiburones Rojos de Veracruz, de la Liga MX. Debutó en la máxima categoría del fútbol azteca el 23 de julio en la derrota por 0 - 2 contra Necaxa. 
El 22 de diciembre de 2017 fichó por Coquimbo Unido, donde salió Campeón, del Torneo Loto 2018 y logró el ascenso a Primera División, jugó 29 encuentros y anotando 18 goles, siendo el goleador y mejor jugador del Torneo.
El 5 de diciembre de 2018, Audax Italiano, lo ficha para su plantel, comprando el 50% de su pase, para disputar la Temporada 2019, de la Primera División. En el año 2021 regreso a la Argentina a préstamo al club de Gimnasia y Esgrima La Plata. 
Tras no ser considerado por su entrenador Néstor Gorosito para el año 2022, fue anunciado como nuevo refuerzo de Curicó Unido.  En diciembre de 2022, se anuncia su regreso a Coquimbo Unido para la temporada 2023. El 10 de enero de 2024 es anunciado como nuevo refuerzo del club América de Cali de la Categoría Primera A.

## Controversia
Durante la madrugada del 28 de abril de 2020, en compañía de su compañero de equipo Manuel Fernández, Holgado protagonizó un accidente de tránsito en la Autopista Vespucio Sur, en el cual manejaba su automóvil en estado de ebrierdad, provocando la muerte de Jorge Silva, un motociclista de 60 años, quedando con prisión preventiva domiciliaria durante los 120 días que durara la investigación. Tras ser esta medida sustituida por un arresto domiciliario total. Finalmente, fue condenado por la justicia chilena a tres años y un día de libertad vigilada intensiva por conducir en estado de ebriedad y provocar la muerte de Silva.

## Selección nacional
En junio de 2025 se confirmó su convocatoria con la Selección de fútbol de Malasia debido a la ascendencia de una de sus abuelas, la cual es nacida en dicho país. Tuvo su debut el 10 de junio, en la victoria 4-0 sobre la Selección de Vietnam en la segunda fecha de la Tercera ronda de la clasificación para la Copa Asiática 2027.

### Goles internacionales
| # | Fecha               | Lugar                                                | Rival   | Gol   | Resultado | Competición                      |
| - | ------------------- | ---------------------------------------------------- | ------- | ----- | --------- | -------------------------------- |
| 1 | 10 de junio de 2025 | Estadio Nacional Bukit Jalil, Kuala Lumpur, Malasia, | Vietnam | 2 - 0 | 4 - 0     | Clasificación Copa Asiática 2027 |

## Estadísticas

### Clubes
Actualizado al último partido disputado el 19 de junio de 2025.
| Club                                  | Div.          | Temporada     | Liga  | Liga  | Liga   | Copas nacionales | Copas nacionales | Copas nacionales | Torneos internacionales | Torneos internacionales | Torneos internacionales | Total | Total | Total  |
| Club                                  | Div.          | Temporada     | Part. | Goles | Asist. | Part.            | Goles            | Asist.           | Part.                   | Goles                   | Asist.                  | Part. | Goles | Asist. |
| ------------------------------------- | ------------- | ------------- | ----- | ----- | ------ | ---------------- | ---------------- | ---------------- | ----------------------- | ----------------------- | ----------------------- | ----- | ----- | ------ |
| Almagro Argentina                     | 3.ª           | 2014          | 6     | 0     | 0      | —                | —                | —                | —                       | —                       | —                       | 6     | 0     | 0      |
| Almagro Argentina                     | 3.ª           | 2015          | 21    | 2     | 2      | —                | —                | —                | —                       | —                       | —                       | 21    | 2     | 2      |
| Almagro Argentina                     | Total club    | Total club    | 27    | 2     | 2      | 0                | 0                | 0                | 0                       | 0                       | 0                       | 27    | 2     | 2      |
| Orizaba · México                      | 3.ª           | 2016          | 16    | 10    | 0      | —                | —                | —                | —                       | —                       | —                       | 16    | 10    | 0      |
| Orizaba · México                      | 3.ª           | 2016-17       | 13    | 8     | 0      | —                | —                | —                | —                       | —                       | —                       | 13    | 8     | 0      |
| Orizaba · México                      | Total club    | Total club    | 29    | 18    | 0      | 0                | 0                | 0                | 0                       | 0                       | 0                       | 29    | 18    | 0      |
| Veracruz · México                     | 1.ª           | 2017          | 3     | 0     | 0      | 4                | 3                | 0                | —                       | —                       | —                       | 7     | 3     | 0      |
| Veracruz · México                     | Total club    | Total club    | 3     | 0     | 0      | 4                | 3                | 0                | 0                       | 0                       | 0                       | 7     | 3     | 0      |
| Coquimbo Unido · Chile                | 2.ª           | 2018          | 29    | 18    | 5      | —                | —                | —                | —                       | —                       | —                       | 29    | 18    | 5      |
| Audax Italiano · Chile                | 1.ª           | 2019          | 13    | 5     | 2      | 4                | 3                | 0                | —                       | —                       | —                       | 17    | 8     | 2      |
| Audax Italiano · Chile                | 1.ª           | 2020          | 29    | 8     | 7      | —                | —                | —                | 4                       | 3                       | 1                       | 33    | 11    | 8      |
| Audax Italiano · Chile                | 1.ª           | 2021          | 9     | 3     | 0      | 1                | 1                | 0                | —                       | —                       | —                       | 10    | 4     | 0      |
| Audax Italiano · Chile                | Total club    | Total club    | 51    | 16    | 9      | 5                | 4                | 0                | 4                       | 3                       | 1                       | 60    | 23    | 10     |
| Gimnasia y Esgrima La Plata Argentina | 1.ª           | 2021          | 12    | 0     | 0      | 1                | 0                | 0                | —                       | —                       | —                       | 13    | 0     | 0      |
| Gimnasia y Esgrima La Plata Argentina | Total club    | Total club    | 12    | 0     | 0      | 1                | 0                | 0                | 0                       | 0                       | 0                       | 13    | 0     | 0      |
| Curicó Unido · Chile                  | 1.ª           | 2022          | 26    | 8     | 1      | 1                | 0                | 0                | —                       | —                       | —                       | 27    | 8     | 1      |
| Curicó Unido · Chile                  | Total club    | Total club    | 26    | 8     | 1      | 1                | 0                | 0                | 0                       | 0                       | 0                       | 27    | 8     | 1      |
| Coquimbo Unido · Chile                | 1.ª           | 2023          | 27    | 16    | 3      | 2                | 0                | 0                | —                       | —                       | —                       | 29    | 16    | 3      |
| Coquimbo Unido · Chile                | Total club    | Total club    | 56    | 34    | 8      | 2                | 0                | 0                | 0                       | 0                       | 0                       | 58    | 34    | 8      |
| América de Cali · Colombia            | 1.ª           | 2024          | 30    | 10    | 3      | 7                | 0                | 0                | 1                       | 0                       | 0                       | 38    | 10    | 3      |
| América de Cali · Colombia            | 1.ª           | 2025          | 19    | 7     | 2      | —                | —                | —                | 6                       | 1                       | 0                       | 25    | 8     | 2      |
| América de Cali · Colombia            | Total club    | Total club    | 49    | 17    | 5      | 7                | 0                | 0                | 7                       | 1                       | 0                       | 63    | 18    | 5      |
| Total carrera                         | Total carrera | Total carrera | 255   | 95    | 25     | 20               | 7                | 0                | 11                      | 4                       | 1                       | 292   | 106   | 26     |
| 1. 2.                                 |               |               |       |       |        |                  |                  |                  |                         |                         |                         |       |       |        |

### Selección nacional
Actualizado al último partido disputado el 10 de junio de 2025.
| Selección | Año   | Amistosos | Amistosos | Amistosos | Copa Asiática | Copa Asiática | Copa Asiática | Copa Mundial | Copa Mundial | Copa Mundial | Eliminatorias Mundialistas | Eliminatorias Mundialistas | Eliminatorias Mundialistas | Eliminatorias Copa Asiática | Eliminatorias Copa Asiática | Eliminatorias Copa Asiática | Total | Total | Total |
| Selección | Año   | Part.     | Goles     | Asis.     | Part.         | Goles         | Asis.         | Part.        | Goles        | Asis.        | Part.                      | Goles                      | Asis.                      | Part.                       | Goles                       | Asis.                       | Part. | Goles | Asis. |
| --------- | ----- | --------- | --------- | --------- | ------------- | ------------- | ------------- | ------------ | ------------ | ------------ | -------------------------- | -------------------------- | -------------------------- | --------------------------- | --------------------------- | --------------------------- | ----- | ----- | ----- |
| Malasia   | 2025  | —         | —         | —         | —             | —             | —             | —            | —            | —            | —                          | —                          | —                          | 1                           | 1                           | 0                           | 1     | 1     | 0     |
| Total     | Total |           |           | 0         | 1             | 1             | 0             | 0            | 0            | 0            | 0                          | 0                          | 0                          | 1                           | 1                           | 0                           | 1     | 1     | 0     |

### Tripletes
Partidos en los que anotó tres o más goles:
 Actualizado de acuerdo al último partido jugado el 27 de febrero de 2020.
| Partidos en los que anotó tres o más goles | Partidos en los que anotó tres o más goles | Partidos en los que anotó tres o más goles | Partidos en los que anotó tres o más goles | Partidos en los que anotó tres o más goles | Partidos en los que anotó tres o más goles | Partidos en los que anotó tres o más goles |
| N.º                                        | Fecha                                      | Estadio                                    | Partido                                    | Goles                                      | Resultado                                  | Competición                                |
| ------------------------------------------ | ------------------------------------------ | ------------------------------------------ | ------------------------------------------ | ------------------------------------------ | ------------------------------------------ | ------------------------------------------ |
| 1                                          | 27 de febrero de 2020                      | Estadio Nacional, Santiago de Chile        | Audax Italiano - Cusco                     |                                            | 3 - 0                                      | Copa Sudamericana 2020                     |

## Palmarés

### Campeonatos nacionales
| Título    | Equipo         | País  | Año  |
| --------- | -------------- | ----- | ---- |
| Primera B | Coquimbo Unido | Chile | 2018 |

### Distinciones individuales
| Distinción                                          | Año  |
| --------------------------------------------------- | ---- |
| Máximo goleador de la Primera B de Chile (18 goles) | 2018 |
| Mejor Jugador de la Primera B de El Gráfico Chile   | 2018 |